# Achia
Achia (ebraico: אֲחִיָּה הַשִּׁילֹנִי , ʾĂḥīyā hašŠīlōnī ovvero "Dio è mio fratello") detto il Silonita è stato un profeta biblico della tribù di Levi che operò in età monarchica durante il regno di Salomone e successivamente di suo figlio Roboamo in Giuda e di Geroboamo in Israele. Le vicende a lui relative sono narrate in 1Re 11 e 14.
La Bibbia ebraica riporta due delle sue profezie. In 1Re 11,31-39, annunciò la separazione delle dieci tribù del nord dal Regno di Israele di Salomone, formando il Regno del Nord. In 1Re 14,6-16, la profezia di Achia, consegnata alla moglie di Geroboamo, prediceva la morte del figlio del re, la distruzione della casa di Geroboamo e la caduta e la prigionia di Israele "oltre il fiume", un ceppo espressione per la terra a est dell'Eufrate. 
Secondo il 2Cronache, Achia scrisse anche un libro, descritto come la "Profezia di Achia il Silonita", che conteneva informazioni sul regno di Salomone. Questo testo, tuttavia, non è sopravvissuto ed è uno dei libri non canonici a cui si fa riferimento nella Bibbia. In 1Re 11,41 è indicato come gli Atti di Salomone.
La tradizione rabbinica attribuisce ad Achia il merito di aver vissuto una vita molto lunga, collegando la sua durata con quella di patriarchi antidiluviani come Matusalemme e Adamo.

## Letteratura rabbinica
Achia istigò la secessione di Geroboamo e predisse la caduta del suo regno. Il Midrash, basandosi sul fatto che, secondo 2Cronache 9,29, Achia è descritto come estremamente invecchiato al tempo di Geroboamo (3Re 14,4), e senza pedigree, lo identificò con Achia, figlio di Achitub, il sacerdote che dà oracoli a Silo al tempo del re Saul (1Re 14,3). Di conseguenza è additato dalla tradizione rabbinica come uno dei sette santi longevi le cui vite successive si estendono lungo l'intera storia dell'umanità; ciascuno avendo trasmesso la sacra sapienza dal suo predecessore a quello che gli succedeva, mentre proteggeva le generazioni del suo tempo per mezzo della sua pietà. Questi santi sono: (1) Adamo; (2) Matusalemme; (3) Sem; (4) Giacobbe; (5) Serach, la figlia di Aser, o, come altri, Amram, padre di Mosè; (6) Achia di Silo; (7) Elia il profeta, che vive fino alla venuta del Messia (Ab. RN versione B. xxxviii., Seder 'Olam R. i., e BB 121b). Per l'idea di fondo, vedere Ḥag. 12b, e Yoma, 38b, con riferimento alla Prov. X. 25, ebr., "Il giusto è il fondamento del mondo", e Prov. ix. 1, "La sapienza ha scavato sette colonne". Secondo questa tradizione Ahijah visse oltre seicento anni, avendo ricevuto la sua "saggezza" da Amram, il padre di Mosè (vedi Amram), o da Serah, figlia di Aser (vedi Serah). 121b). Per l'idea di fondo, vedere Ḥag. 12b, e Yoma, 38b, con riferimento alla Prov. X. 25, ebr., "Il giusto è il fondamento del mondo", e Proverbi 9,1, "La sapienza ha scavato sette colonne". Secondo questa tradizione Achia visse oltre seicento anni, avendo ricevuto la sua "saggezza" da Amram, il padre di Mosè (vedi Amram), o da Serach, figlia di Aser.
Se da Serach, la sua età era notevolmente inferiore, poiché avrebbe dovuto vivere per più di quattrocento anni, fino ai giorni di Davide. Il motivo per cui Achia era considerato aver raggiunto un'età così insolita sembra essere quello, secondo 2Cronache 9,29, da lui fu scritta la storia del regno di Salomone; e che doveva essere identico ad Achia il levita, che fu affidato dal re Davide a capo dei tesori della casa di Dio e dei tesori delle cose dedicate (1Cronache 26,20).
Si dice che Simone figlio di Yoḥai abbia detto: "Il mondo deve avere trenta uomini retti che servano come suoi pilastri. Io e mio figlio siamo annoverati tra questi... e se Abramo volesse portare le generazioni passate per suo merito, porterò il generazioni future fino all'avvento del Messia. E se Abramo non volesse, conterei con me Ahia di Sciloh, e insieme porteremmo il mondo per i nostri meriti" (Genesi 35, in cui Re Iotam è dato al posto di Abramo e Achia).
Che Achia, sebbene uno dei pilastri della rettitudine, avrebbe dovuto essere inviato a Geroboamo con un messaggio divino che lo induceva a stabilire il suo regno idolatra è spiegato dai rabbini nel modo seguente: Dicono che fu intrappolato da uno stratagemma degli idolatri di Geroboamo amici, che fecero circolare un documento chiedendo a Geroboamo di diventare re e stabilendo che, se fosse stato eletto, avrebbe allestito un vitello d'oro a Dan e Beth-El. Ahijah firmò questo documento, credendo fermamente che Geroboamo non avrebbe smentito la sua fiducia. Qui si sbagliava nel suo allievo. Geroboamo aveva mostrato grande saggezza e cultura, e apparve ad Ahijah "puro come la veste nuova" che indossava quando Ahijah lo vide uscire da Gerusalemme (3Re 11,29). Inoltre, poiché eccelleva su tutti gli altri allievi, era stato iniziato da Ahijah ai segreti più intimi della Legge (Sanh. 101b e segg.). Proprio come le parole dette di Isacco, "i suoi occhi erano annebbiati, così che non poteva vedere" (Genesi 27,1), sono intese come riferite alla cecità spirituale, perché ha favorito il suo figlio malvagio Esaù, così le parole: "Achia non poteva vedere, perché i suoi occhi erano fissi a causa della sua età" (3Re 14,4), implica la cecità spirituale da parte di Achia, che favorì un allievo malvagio e lo eresse a capo. Per questo motivo Achia fu colpito dalla peste.
Maimonide, nella sua introduzione a "Yad ha-ḤazaḲah", dice:
"Achia era un levita, un discepolo di Mosè, uno di quelli che uscirono dall'Egitto, la tribù di Levi non era inclusa nel decreto divino di morte nel deserto, e anche un discepolo di Davide e alla fine divenne maestro di Elia prima della sua morte".